# كاميجيما
كاميجيما  هي بلدية في اليابان، وبلدة في اليابان، تقع في إهيمه، ومقاطعة أوتشي، بلغ عدد سكانها 6,744  نسمة وذلك حسب إحصائيات سنة 2018.